# Roderich König
Roderich König (* 1911 in Nürnberg; † 21. Juni 1997 in Riehen) war ein deutscher Chemiker.

## Leben
Er studierte in Erlangen Chemie, Physik und Geologie. Ab 1954 leitete bei der Firma Geigy die Abteilungen für Anwendungstechnik von Pigmenten und Spezialfarbstoffen. Am 29. November 1996
wurde er zum Ehrendoktor der Philosophisch-Historischen Fakultät der Universität Basel ernannt.

## Schriften (Auswahl)
- Zur Kenntnis sekundärer Hydrazone. Erlangen-Bruck 1935, OCLC 251105344.
- Anorganische Pigmente und Röntgenstrahlen. Mit 28 Tabellen. Stuttgart 1956, OCLC 633555028.
- als Herausgeber mit Gerhard Winkler: Plinius der Ältere. Leben und Werk eines antiken Naturforschers. Anläßlich der Wiederkehr seines Todes beim Ausbruch des Vesuvs am 25. August 79 n. Chr. Festschrift zum 1900. Todestag Plinius’ des Älteren beim Vesuvausbruch im Jahre 79. München 1979, ISBN 3-7765-2188-0.
- als Herausgeber: Plinius der Ältere: Naturkunde. Lateinisch – deutsch. München 1973–1994, ISBN 3-534-06600-6.

| Personendaten    | Personendaten      |
| ---------------- | ------------------ |
| NAME             | König, Roderich    |
| KURZBESCHREIBUNG | deutscher Chemiker |
| GEBURTSDATUM     | 1911               |
| GEBURTSORT       | Nürnberg           |
| STERBEDATUM      | 21. Juni 1997      |
| STERBEORT        | Riehen             |